# Андрулис, Артурас
Арту́рас Андрулис (лит. Artūras Andrulis; 10 апреля 1918 или 10 апреля 1922, Каунас — 3 июля 1981, Волуша, Флорида) — литовский баскетболист, двукратный чемпион Европы (1937, 1939).

## Биография
Учился в Каунасском военном училище. С 17 лет начал играть в баскетбол, сначала играл за команду училища. Выступая за ЛФЛС, был приглашён в сборную Литвы. На победном чемпионате Европы 1937 года сыграл в 4 матчах (лишь один начал в стартовой пятёрке), набрал 1 очко во встрече со сборной Эстонии. На следующем чемпионате 1939 года был уже основным защитником сборной, сыграл во всех 7 матчах, набрал 21 очко. Наиболее успешной в индивидуальном плане стала игра со сборной Венгрии (79:15), в которой он набрал 8 очков. В итоге литовская команда одержала победу в турнире, а Андрулис стал одним из первых в истории двукратных чемпионов Европы по баскетболу.
Помимо баскетбола, на серьёзном уровне играл в футбол. Провёл 2 матча за футбольную сборную Литвы. Дебютировал 30 июня 1936 года в товарищеском матче против сборной Эстонии. Второй и последний матч за сборную сыграл 3 сентября 1938 года также против эстонцев, в рамках Балтийского кубка. На клубном уровне также играл за ЛФЛС.
В конце Второй мировой войны бежал в Германию, в лагере беженцев основал с другими этническими литовцами баскетбольную команду «Шарунас». Позднее иммигрировал в США, где работал в литовском атлетическом клубе.